# Miconia desmantha
Miconia desmantha är en tvåhjärtbladig växtart som beskrevs av George Bentham. Miconia desmantha ingår i släktet Miconia och familjen Melastomataceae. Inga underarter finns listade i Catalogue of Life.